# Haglaarjuit Island
Haglaarjuit Island är en ö i Kanada.   Den ligger i territoriet Nunavut, i den nordöstra delen av landet, 2 800 km norr om huvudstaden Ottawa. Arean är 17,6 kvadratkilometer.
Terrängen på Haglaarjuit Island är platt. Öns högsta punkt är 79 meter över havet. Den sträcker sig 7,8 kilometer i nord-sydlig riktning, och 5,0 kilometer i öst-västlig riktning.